# Région de la baie de San Francisco

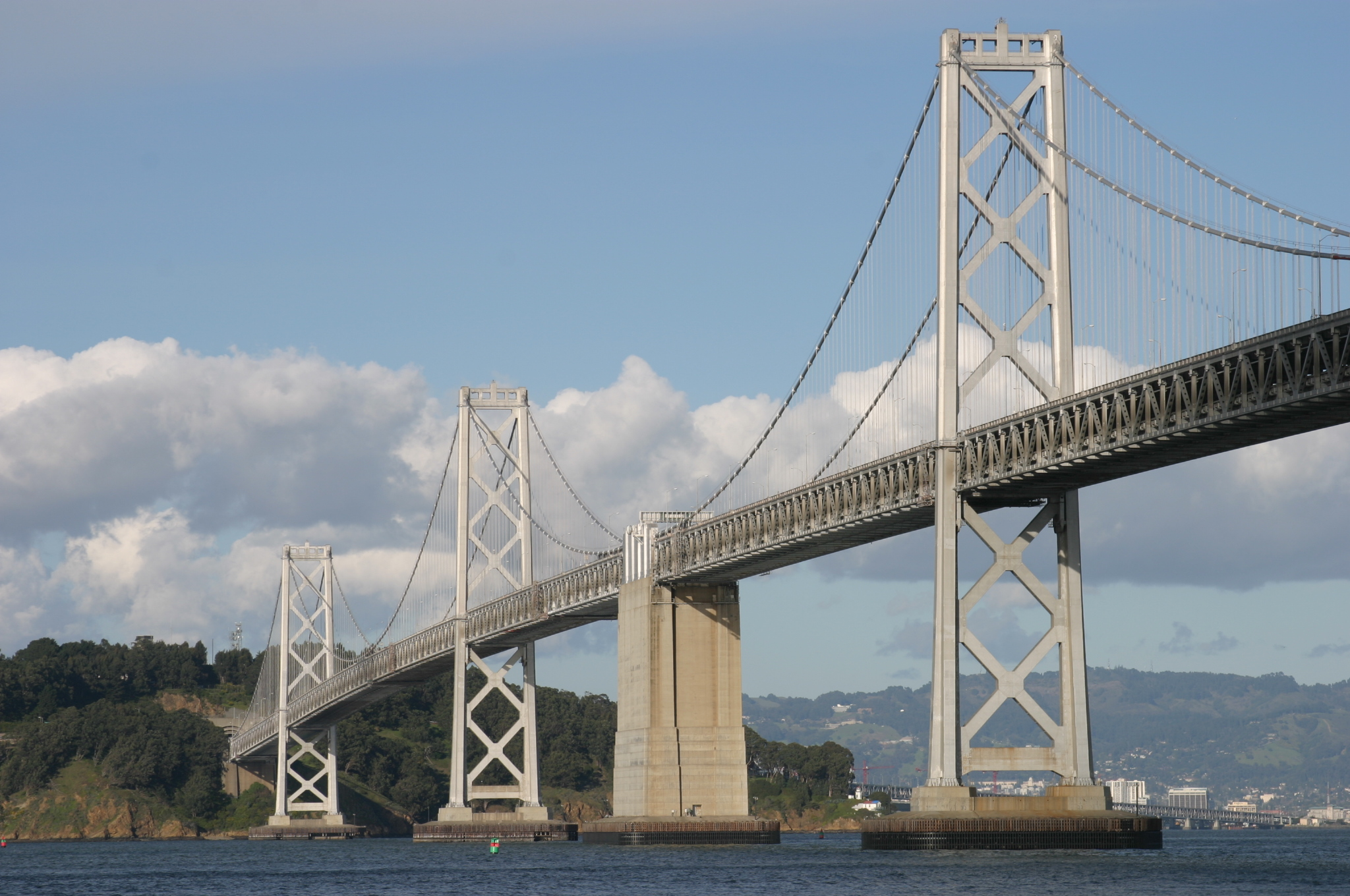
La baie de San Francisco, vue depuis l'Embarcadero de San Francisco. On distingue au milieu la section ouest du Bay Bridge, reliant San Francisco à Treasure Island.

La région de la baie de San Francisco (en anglais : San Francisco Bay Area) est une aire urbaine aux particularités géographiques variées entourant la baie de San Francisco, en Californie du Nord. Elle accueille plus de huit millions d'habitants, ainsi que des municipalités à la taille diverse, des bases militaires, des technopoles dont la Silicon Valley, des aéroports, ainsi que des parcs nationaux, d'État ou locaux. Elle est parcourue par un réseau routier et ferroviaire très dense et s'étend sur les neuf comtés suivants : Alameda, Contra Costa, Marin, Napa, San Francisco, San Mateo, Santa Clara, Solano, et Sonoma auxquels s'ajoute parfois le comté de Santa Cruz.
La région de « La Baie » (The Bay Area, comme les habitants locaux l'appellent généralement) diffère de la plupart des métropoles américaines par son intégration de plusieurs centres urbains et banlieues distincts. San José est ainsi la municipalité la plus peuplée de la région de La Baie depuis le début des années 1990, mais San Francisco demeure le centre historique, financier et culturel de l'agglomération. San Francisco est la municipalité de La Baie qui subit le nombre le plus important de migrations pendulaires. La métropole incluant les municipalités de San Francisco, Oakland et San José représente la cinquième aire urbaine américaine en nombre d'habitants, derrière New York, Los Angeles, Chicago et Washington-Baltimore.
Dans le langage local on utilise The Bay Area voire simplement The Bay (littéralement « La Baie ») pour désigner l'ensemble de l'espace métropolitain mais on utilise The City (littéralement « La Ville ») pour désigner la municipalité de San Francisco.

## Histoire
Le développement de l'aire urbaine de San Francisco s'est réalisée en quatre étapes principales :
- Le noyau urbain San Francisco-Oakland s'est constitué dans la deuxième moitié du XIXe siècle.
- Une première suburbanisation s'est étendue à partir de ces pôles entre 1870 et 1940.
- Une deuxième suburbanisation a touché la Silicon Valley, au sud de la baie, dans la deuxième moitié du XXe siècle.
- Enfin, un troisième étalement des banlieues se déroule à l'est de la baie dans le « Corridor 680 ».

## Sous-régions

### Est de la baie

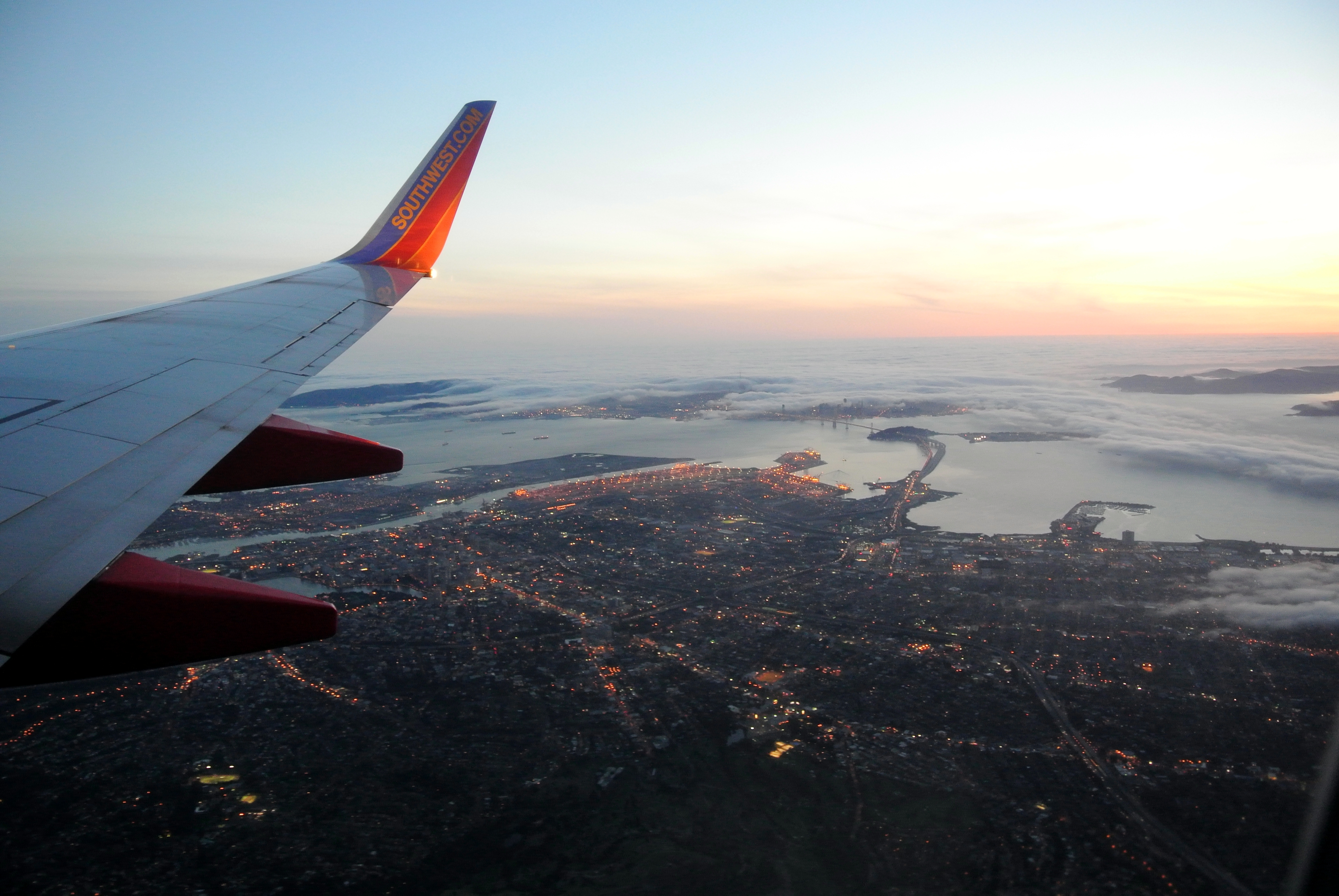
Berkeley, Emeryville, Oakland, Alameda et au second plan Bay Bridge

La partie orientale de la Baie, qui est constituée essentiellement des comtés d'Alameda et de Contra Costa, est désignée localement comme l'« Est de la baie » (East Bay). Elle est divisée en deux régions, dont les noms peuvent sembler contre-intuitifs aux non-autochtones : l'Est de la baie intérieur (Inner East Bay), qui borde la Baie, et l'Est de la Baie extérieur (outer East Bay), qui désigne les vallées à l'intérieur des terres, séparées de l'Est de la Baie intérieur par un système de collines et de montagnes.
- L'Est de la baie intérieur inclut les villes d'Oakland, Hayward, Fremont, Berkeley et Richmond, ainsi que de nombreuses villes banlieusardes plus modestes comme Emeryville, San Leandro, El Sobrante, Piedmont et El Cerrito. La partie intérieure est plus urbaine, plus dense en population, comprend des bâtiments beaucoup plus anciens (construits avant la Seconde Guerre mondiale) et sa population est ethniquement beaucoup plus diverse. Oakland accueille le port maritime le plus important de la région, ainsi que les équipes sportives professionnelles des Warriors (basket-ball), des Raiders (football américain) et des Athletics (baseball). Comme beaucoup d'aires urbaines, cette zone est affectée par un taux de criminalité important et de nombreux problèmes socio-économiques. D'après les statistiques du FBI, plus de 50 % des meurtres commis dans l'agglomération en 2002 ont eu lieu au sein des villes d'Oakland et Richmond.
- L'Est de la Baie extérieur est constituée au nord de la région parfois désignée comme Central Contra Costa County, à savoir les villes d'Orinda, Walnut Creek, Concord, Martinez, Pittsburg et Pleasant Hill, et au sud d'une région parfois désignée comme Livermore-Amador Valley ou Tri-Valley, qui comprend les villes de Dublin, Pleasanton, Livermore, Danville, San Ramon, ainsi que d'autres villes plus petites. Elles sont connectées à l'Est de la Baie intérieur par le réseau ferroviaire régional BART et par des autoroutes et le Tunnel de Caldecott. L'Est de la Baie extérieur est essentiellement suburbain et rural, et s'est développé surtout après la Seconde Guerre mondiale.

### Nord de la baie

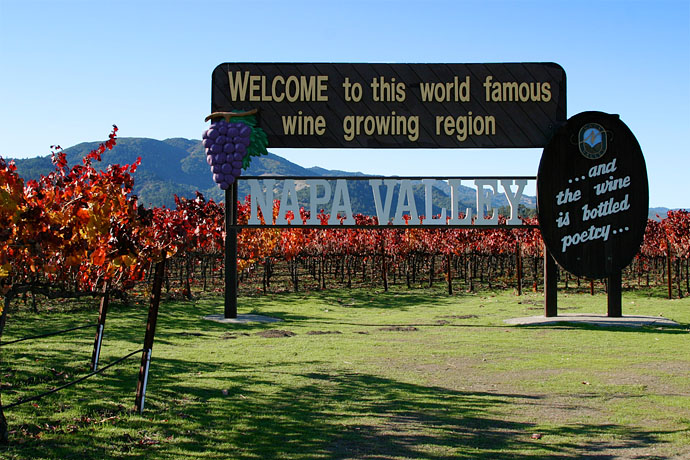
La vallée de Napa est célèbre pour ses vins.

La région au nord du pont du Golden Gate est désignée par les résidents de l'agglomération comme le « Nord de la Baie » (North Bay). Elle est constituée du comté de Marin et s'étend encore au nord à l'intérieur du comté de Sonoma et de celui de Napa, et à l'est vers le comté de Solano. À quelques exceptions, il s'agit d'une région plutôt aisée, puisque le comté de Marin est le plus riche du pays quant au revenu par habitant.
Le nord de la baie est aussi la partie la moins urbanisée de l'agglomération, comprenant de nombreux parcs et zones agricoles. C'est l'une des seules sections de la métropole qui n'est pas desservie par un service ferroviaire régional, mais une ligne Sonoma-Marin est en projet. Cette lacune provient de la faible densité de population dans le nord de la baie, et l'obstacle représenté par la baie elle-même, qui sépare cette région du reste de l'agglomération, à laquelle elle n'est reliée que par les ponts de Golden Gate, Richmond-San Rafael, Carquinez et Benicia-Martinez.

### Péninsule
La région entre le Sud de la baie et la ville et le comté de San Francisco est désignée comme la péninsule de San Francisco, ou tout simplement « la Péninsule » (the Peninsula). Elle est constituée essentiellement de petites et moyennes villes dans le comté de San Mateo et la partie nord-ouest du comté de Santa Clara, incluant Palo Alto, l'université Stanford, Menlo Park, Mountain View, Daly City, San Mateo, Foster City, Burlingame, Hillsbourgh, Redwood City, San Carlos, Atherton, ainsi que plusieurs villes le long de l'océan Pacifique comme Pacifica et Half Moon Bay.

### San Francisco
La ville et le comté de San Francisco s'inscrivent logiquement dans cette agglomération dont ils représentent véritablement le cœur culturel et financier. San Francisco est bordée d'eau à l'est, au nord et à l'ouest, et séparée de ses villes limitrophes par la frontière entre son comté éponyme et celui de San Mateo.

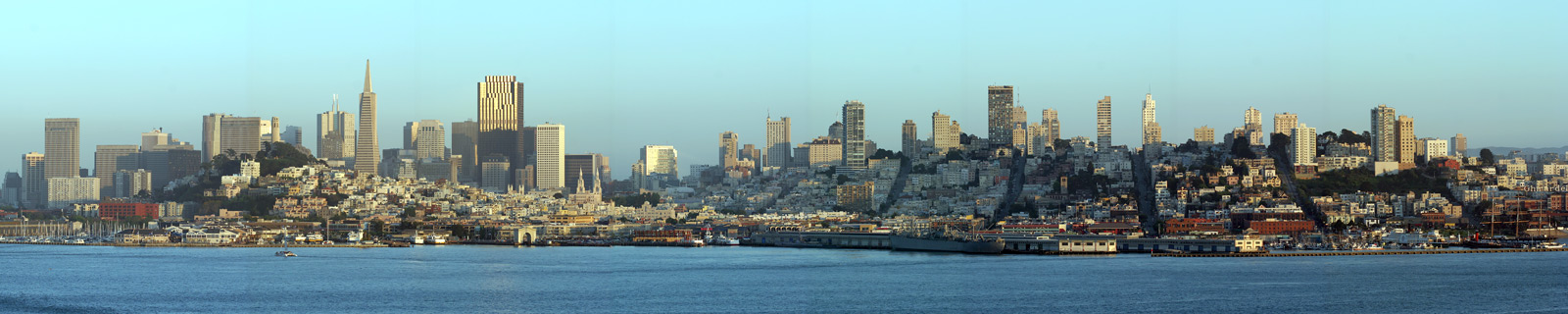
Quartier financier de San Francisco vu d'Alcatraz

### Sud de la Baie

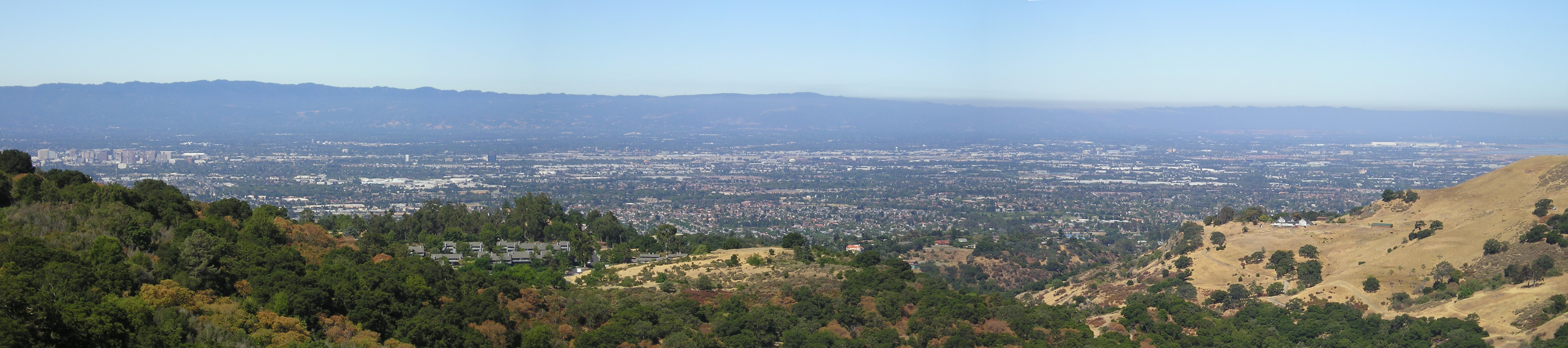
Vue vers l'ouest sur le nord de San José (centre-ville à l'extrême gauche) et une partie de Silicon Valley.

Les localités qui bordent l'extrémité sud de la Baie sont désignées comme le « Sud de la Baie » (South Bay). Cette désignation vague se confond parfois avec celles de la Vallée de Santa Clara et de Silicon Valley. Ce dernier concept inclut en effet généralement des villes de la Péninsule et de l'est de la Baie.
Le Sud de la Baie inclut généralement la ville de San José, la localité voisine de Gilroy, ainsi que les pôles de haute-technologie représentés par Santa Clara, Cupertino, Palo Alto, Sunnyvale et d'autres villes essentiellement résidentielles.

### Santa Cruz
Tout le monde ne s'accorde pas quant à l'inclusion du comté de Santa Cruz dans la définition de l'aire urbaine de San Francisco. Il n'existe pas de définition officielle pour cette région, dont les frontières sont en conséquence flexibles. Certains guides touristiques (comme celui de Lonely Planet) incluent Santa Cruz et sa région dans l'agglomération, tandis que d'autres ne le font pas. Certaines administrations californiennes incluent le comté de Santa Cruz dans leur définition, comme celle des parcs de l'État, mais à l'opposé l'Association des gouvernements locaux de la région de la Baie ou la Commission des transports métropolitains l'en excluent.
Certains habitants des monts Santa Cruz (notamment ceux des localités de Boulder Creek, Brookdale, Ben Lomond, Felton et Scotts Valley) ne se considèrent généralement pas comme des résidents de la région de la Baie, mais simplement comme des habitants des monts Santa Cruz, qui s'étendent le long de la péninsule de San Francisco de San Francisco à Gilroy, créant ainsi la vallée de Santa Clara.
On considère généralement Santa Cruz comme faisant partie de la région de la baie de Monterey, d'autant que la ville est située au nord de ladite baie. Elle délimite également la pointe nord de la Vallée Centrale de Californie, qui s'étend le long de la côte de l'État jusqu'à Santa Barbara au sud (à noter cependant que la région viticole américaine Central Coast recouvre une zone plus large, remontant jusqu'à San Francisco au nord).

## Richesse
La région de San Francisco est l'une des plus riches des États-Unis. L'agglomération possède le revenu le plus élevé par foyer du pays[réf. nécessaire]. Le Bureau a également publié en août 2006 des données établissant San José comme la grande ville américaine ayant le revenu médian par foyer le plus élevé. Parmi les villes moyennes, ce titre revient à Pleasanton, et Livermore tient la troisième place.
Six des dix localités au revenu le plus élevé par habitant en Californie sont situées dans l'aire urbaine de San Francisco : Belvedere, Atherton, Woodside, Portola Valley et Diablo). De même, parmi les 100 comtés américains les plus riches en revenu par habitant, six appartiennent à l'agglomération : Marin, San Mateo, San Francisco, Santa Clara, Contra Costa et Alameda
42 résidents de la région de San Francisco figuraient parmi les 400 Américains les plus riches de la liste compilée par Forbes Magazine en 2006. 13 d'entre eux vivent à San Francisco même, mettant la ville à égalité avec Moscou et Londres pour le nombre record de milliardaires. Parmi les 42 noms figuraient ceux de Steve Jobs, George Lucas et Charles Schwab. Le plus riche de la région est Larry Ellison, fondateur d'Oracle, quatrième au classement national avec 19,5 milliards de dollars US.

## Climat

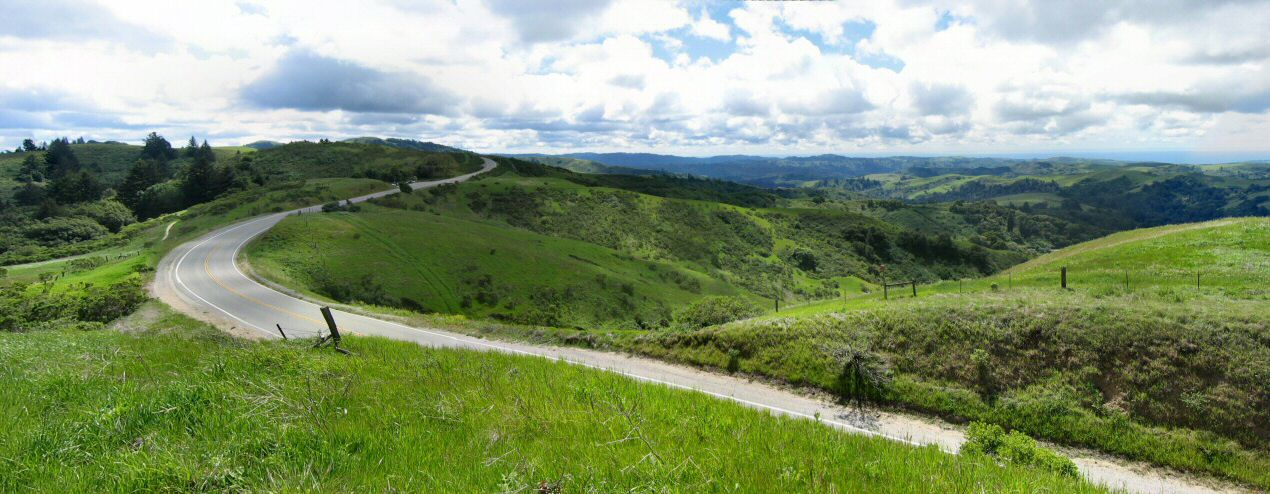
Skyline Boulevard parcourt les monts Santa Cruz (ici près de Palo Alto). Au cours de l'hiver et du printemps, les collines de la région sont d'un vert luxuriant.

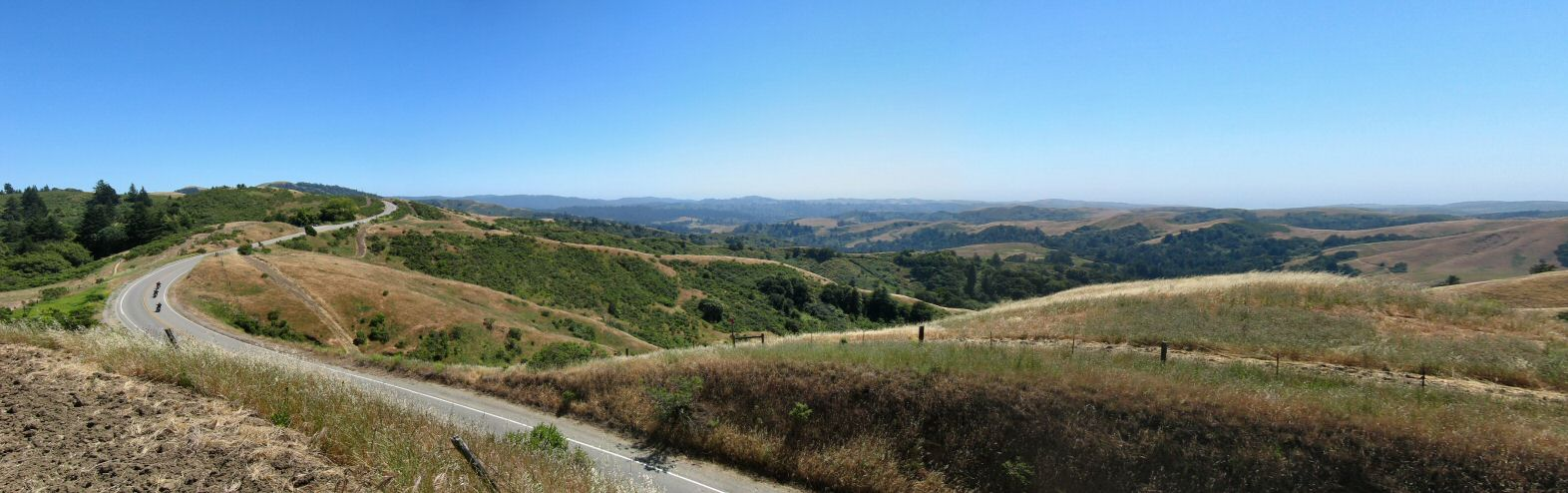
La pluie est rare dans l'agglomération pendant les mois d'été. Les collines environnantes prennent une couleur dorée du fait de l'assèchement de l'herbe.

La présence de collines, montagnes et de nombreux points d'eau fait de l'agglomération une région géographiquement très diverse, offrant un certain nombre de micro-climats différents. Les zones près de l'océan Pacifique ne subissent en général que des variations de température modestes au cours de l'année, avec des étés frais et brumeux et des hivers doux et pluvieux. Les zones intérieures, notamment celles séparées de l'océan par des collines ou des montagnes bénéficient d'étés plus chauds et des températures plus froides pendant les nuits hivernales. Peu de zones résidentielles reçoivent de la neige, mais les sommets culminant à plus de 600 mètres sont souvent blanchis de neige à plusieurs reprises au cours de l'hiver (notamment les monts Saint Helena, Hamilton, Diablo et Tamalpais). La côte au nord de San Francisco, au climat frais tout au long de l'année, est particulièrement propice aux pins rouges, et contraste par rapport au climat de Livermore, à seulement 60 kilomètres à l'est, dont les précipitations et la chaleur relèvent du climat désertique.
À l'extrémité sud de la baie, San José reçoit moins de 390 mm de précipitations par an, tandis que Napa, au nord de la Baie, en reçoit plus de 760, et certains zones des monts Santa Cruz, à seulement quelques kilomètres à l'ouest de San José, reçoivent près de 1 400 mm par an. L'été, certaines régions intérieures de l'agglomération enregistrent des températures pouvant atteindre 45° C.

## Géologie
La région est renommée mondialement pour la complexité de son modelé, étant composée d'au moins six terrains (continental, lit marin et fragments d'arc insulaire aux caractéristiques distinctes) soumis depuis six millions d'années aux forces de la tectonique des plaques. On y trouve en conséquence une grande diversité minérale, notamment des roches sédimentaires de calcaire, de grès et de schistes, des roches serpentines, des dépôts de charbon et des roches magmatiques résultant de l'activité des volcans aujourd'hui éteints ou dormants. Des fossiles de mammifères datant du Pléistocène sont très fréquents dans certains sites.

## Transport

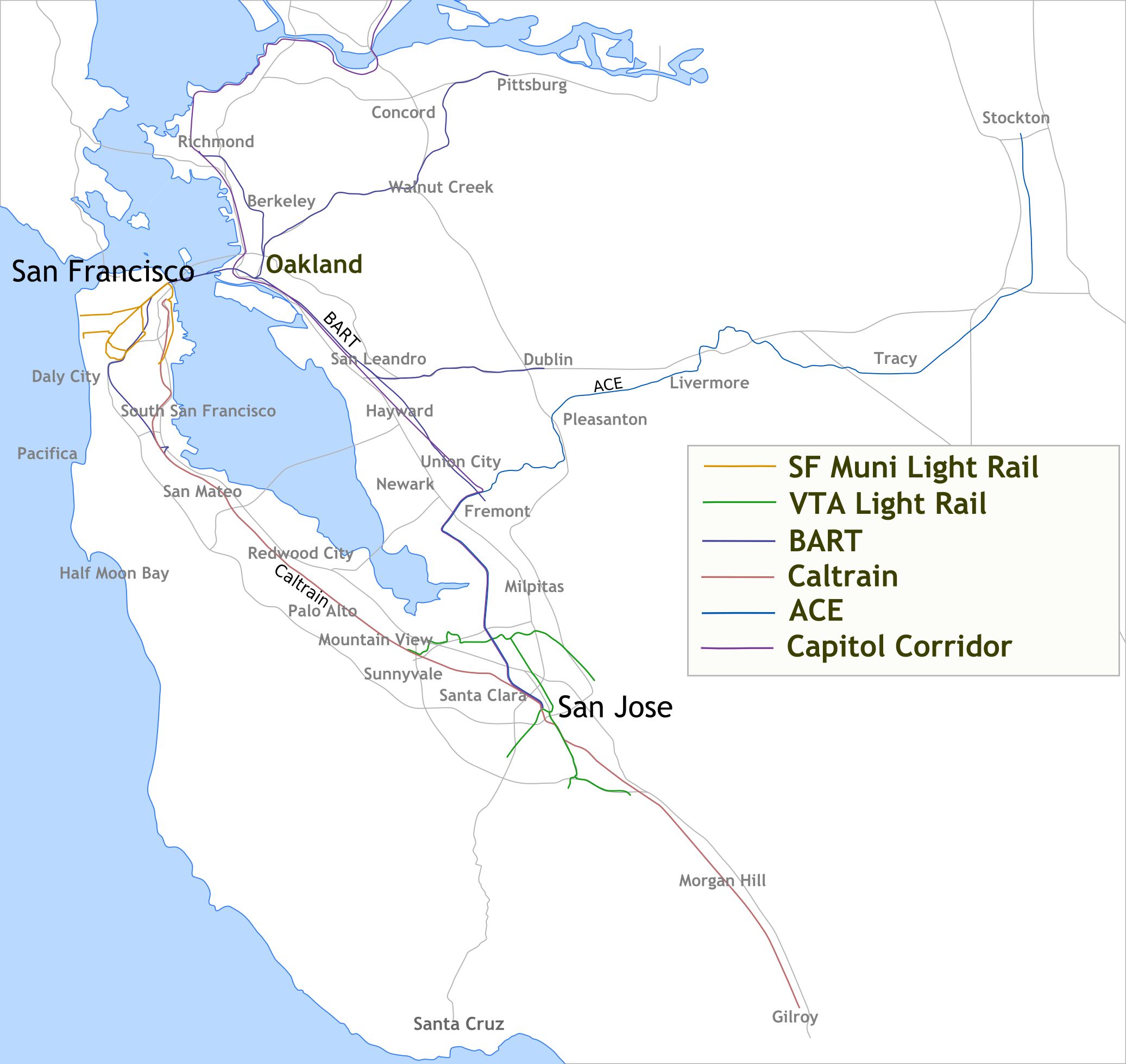
Carte des réseaux ferroviaires régionaux de la Baie.

L'agglomération est desservie par de nombreux réseaux de transport public et par trois aéroports internationaux (SFO, OAK et SJC). Six réseaux de bus couvrent l'aire urbaine et quatre réseaux ferroviaires express régionaux, ainsi que des services ferroviaires régionaux, notamment BART, ainsi que plusieurs lignes de ferry.
L’infrastructure routière et autoroutière est particulièrement dense, mais n'élimine pas des embouteillages importants aux heures de pointe, particulièrement sur les ponts enjambant la Baie.
L'Interstate 80, dont le terminus à l'ouest est situé à San Francisco sur la James Lick Skyway, juste à l'ouest du Bay Bridge. L'autoroute connecte Oakland et la côte nord de la rive est de la baie vers Sacramento, Reno et le New Jersey.
L'Interstate 580, dont le terminus ouest est situé dans le comté de Marin, traverse la baie de San Pablo sur le Richmond-San Rafael Bridge, traverse Richmond, passe par Oakland sous le nom de MacArthur Freeway, puis continue vers Livermore. Les autoroutes I-980, I-880 et I-680 sont aussi des axes régionaux importants. L'Interstate 280 et la U.S. Route 101 traversent la péninsule, la première rejoignant San Francisco à San José, l'autre se prolongeant vers le nord et le sud le long de la côte ouest.
La California State Route 92, dont le terminus ouest est à Half Moon Bay, devient une autoroute lorsqu'elle passe par San Mateo et traverse le San Mateo-Hayward Bridge vers Hayward en tant que Jackson Street.  Les California State Routes 1 et 35 traversent elles aussi la péninsule, la CA-1 le long de la côte Pacifique, la CA-35 le long des monts Santa Cruz. On peut aussi recenser les routes CA-9, 17, 237, 85, 87, 152, 82, 29, 37, 12, 24, 13 et 4 qui continuent le réseau et sont d'importances variables.

## Enseignement supérieur
L'agglomération accueille de nombreuses universités et séminaires, notamment l'université de Californie à Berkeley et l'université Stanford.

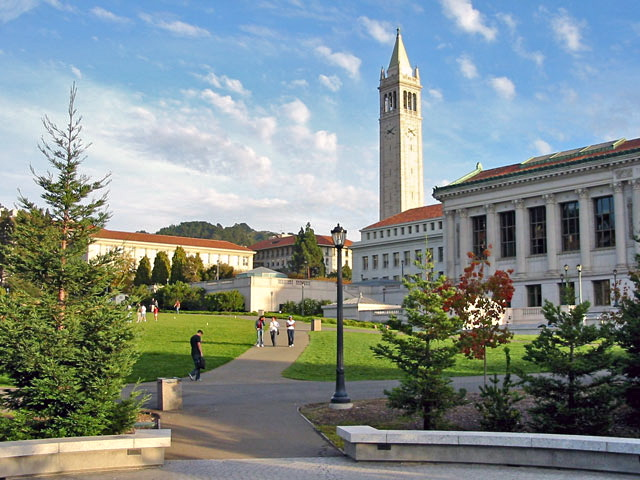
Le campus de l'université de Californie à Berkeley.

### Établissements publics
- Université de Californie à Berkeley
- École de droit Hastings de l'université de Californie
- Université de Californie à San Francisco
- Université de Californie à Santa Cruz
- Académie maritime de Californie
- Université de l'État de Californie de l'Est de la Baie 
(Anciennement CSU Hayward)
- Université d'État de San Francisco
- Université d'État de San José
- Université d'État de Sonoma
- Cañada College
- Chabot College
- City College of San Francisco
- College of Marin
- College of San Mateo
- De Anza College
- Diablo Valley College
- Evergreen Valley College
- Foothill College
- Laney College
- Ohlone College
- San Jose City College
- Santa Rosa Junior College
- Skyline College

### Séminaires
- Fuller Theological Seminary (voir aussi Fuller Northern California.)
- Golden Gate Baptist Theological Seminary
- Graduate Theological Union
- Pacific Lutheran Theological Seminary (ELCA de Berkeley)
- Séminaire Saint Patrick à Menlo Park
- Institut Zaytuna

### Établissements privés
- Academy of Art University
- American College of Traditional Chinese Medicine
- The Arts Institute International
- California College of the Arts
- Académie culinaire de Californie
- California Institute of Integral Studies
- Culinary Institute of America at Greystone
- Fashion Institute of Design and Merchandising
- Université Golden Gate
- Holy Names University
- Université John F. Kennedy
- Mills College
- National Hispanic University
- New College of California
- Université Notre Dame de Namur
- École de gestion du Presidio
- Saint Mary's College of California
- San Francisco Art Institute
- Conservatoire de musique de San Francisco
- Université de Santa Clara
- Saybrook Graduate School and Research Center
- Silicon Valley College
- Université Stanford
- Université de San Francisco
- Université du Pacifique

## Sports
| Équipe                   | Sport            | Ligue                                         | Stade                       |
| ------------------------ | ---------------- | --------------------------------------------- | --------------------------- |
| 49ers de San Francisco   | Football         | National Football League                      | Levi's Stadium              |
| Giants de San Francisco  | Baseball         | Ligue nationale (Ligue majeure de baseball)   | AT&T Park                   |
| Athletics d'Oakland      | Baseball         | Ligue américaine (Ligue majeure de baseball)  | McAfee Coliseum             |
| Warriors de Golden State | Basket-ball      | National Basketball Association               | Chase Center                |
| Sharks de San José       | Hockey sur glace | Ligue nationale de hockey                     | SAP Center at San Jose      |
| Earthquakes de San José  | Soccer           | Major League Soccer                           | Avaya Stadium               |
| SaberCats de San José    | Football         | Arena Football League                         | SAP Center at San Jose      |
| Stealth de San José      | Lacrosse         | National Lacrosse League                      | SAP Center at San Jose      |
| Dragons de San Francisco | Lacrosse         | Major League Lacrosse                         | Kezar Stadium               |
| Giants de San José       | Baseball         | California League (ligue mineure de baseball) | San Jose Municipal Stadium  |
| Tri City Ballers         | Basket-ball      | International Basketball League (2005-)       | Newark Memorial High School |
| Slammers d'Oakland       | Basket-ball      | International Basketball League (2005-)       | Merritt College             |

Équipes sportives universitaires NCAA de Division I :
- Golden Bears de la Californie
- St. Mary's College Gaels
- San Francisco Dons
- San José State Spartans
- Santa Clara Broncos
- Cardinal de Stanford

## Démographie
| Comté         | 1960      | 1970      | 1980      | 1990      | 2000      | 2010      |
| ------------- | --------- | --------- | --------- | --------- | --------- | --------- |
| Alameda       | 908 209   | 1 073 184 | 1 105 379 | 1 279 182 | 1 443 741 | 1 510 271 |
| Contra Costa  | 409 030   | 558 389   | 656 380   | 803 732   | 948 816   | 1 049 025 |
| Marin         | 146 820   | 206 038   | 222 568   | 230 096   | 247 289   | 252 409   |
| Napa          | 65 890    | 79 140    | 99 199    | 110 765   | 124 279   | 136 484   |
| San Francisco | 740 316   | 715 674   | 678 974   | 723 959   | 776 733   | 805 235   |
| San Mateo     | 444 387   | 556 234   | 587 329   | 649 623   | 707 161   | 718 451   |
| Santa Clara   | 642 315   | 1 064 714 | 1 295 071 | 1 497 577 | 1 682 585 | 1 781 642 |
| Santa Cruz    | 84 219    | 123 790   | 188 141   | 229 734   | 255 602   | 262 382   |
| Solano        | 134 597   | 169 941   | 235 203   | 340 421   | 394 542   | 413 344   |
| Sonoma        | 147 375   | 204 885   | 299 681   | 388 222   | 458 614   | 483 878   |
| Total         | 3 723 158 | 4 751 989 | 5 367 925 | 6 253 311 | 7 039 362 | 7 413 121 |

Les listes suivantes utilisent comme définition pour l'aire urbaine de San Francisco celle des dix comtés. Les villes en gras sont des chefs-lieux de comté. Les localités en italiques sont dans le comté de Santa Cruz, qui est exclu de la définition de l'aire urbaine de San Francisco si l'on n'en garde que les neuf autres comtés.

### Comtés
- Comté d'Alameda
- Comté de Contra Costa
- Comté de Marin
- Comté de Napa
- Comté de San Francisco
- Comté de San Mateo
- Comté de Santa Clara
- Comté de Santa Cruz
- Comté de Solano
- Comté de Sonoma

### Villes de plus de200 000 habitants
- San José, 953 679
- San Francisco, 799 263
- Oakland, 412 318
- Fremont, 210 158

### Villes de100 000à200 000 habitants
- Antioch
- Berkeley
- Concord
- Daly City
- Fairfield
- Hayward
- Richmond
- Santa Clara
- Santa Rosa
- Sunnyvale
- Vallejo

### Localités de10 000à100 000 habitants
- Alameda
- Alamo
- Albany
- American Canyon
- Ashland
- Bay Point
- Belmont
- Benicia
- Blackhawk-Camino Tassajara
- Brentwood
- Burlingame
- Campbell
- Capitola
- Castro Valley
- Cherryland
- Clayton
- Cupertino
- Danville
- Dixon
- Dublin
- East Palo Alto
- El Cerrito
- El Sobrante
- Foster City
- Gilroy
- Half Moon Bay
- Healdsburg
- Hercules
- Hillsborough
- Lafayette
- Larkspur
- Live Oak
- Livermore
- Los Altos
- Los Gatos
- Martinez
- Menlo Park
- Mill Valley
- Millbrae
- Milpitas
- Moraga
- Morgan Hill
- Mountain View
- Napa
- Newark
- Novato
- Oakley
- Orinda
- Pacifica
- Palo Alto
- Petaluma
- Piedmont
- Pinole
- Pittsburg
- Pleasant Hill
- Pleasanton
- Redwood City
- Rohnert Park
- San Anselmo
- San Bruno
- San Carlos
- San Leandro
- San Lorenzo
- San Mateo
- San Pablo
- San Rafael
- San Ramon
- Santa Cruz
- Saratoga
- Scotts Valley
- South San Francisco
- Stanford
- Suisun City
- Tamalpais-Homestead Valley
- Union City
- Vacaville
- Walnut Creek
- Watsonville
- Windsor

### Localités de moins de10 000 habitants
- Amesti
- Angwin
- Aptos
- Aptos Hills-Larkin Valley
- Atherton
- Bayview-Montalvin
- Belvedere
- Ben Lomond
- Bethel Island
- Black Point-Green Point
- Bodega Bay
- Bolinas
- Bonny Doon
- Boyes Hot Springs
- Boulder Creek
- Brisbane
- Broadmoor
- Buena Vista
- Burbank
- Byron
- Calistoga
- Cloverdale
- Clyde
- Colma
- Corralitos
- Corte Madera
- Cotati
- Crockett
- Day Valley
- Deer Park
- Diablo
- Dillon Beach
- Discovery Bay
- East Richmond Heights
- East Foothills
- El Granada
- El Verano
- Eldridge
- Elmira
- Emeryville
- Fairfax
- Fairview
- Felton
- Fetters Hot Springs-Agua Caliente
- Forestville
- Freedom
- Fruitdale
- Glen Ellen
- Graton
- Green Valley
- Guerneville
- Highlands-Baywood Park
- Interlaken
- Inverness
- Kensington
- Kentfield
- Kenwood
- Knightsen
- La Honda
- Lagunitas-Forest Knolls
- Larkfield-Wikiup
- Lexington Hills
- Loma Mar
- Los Altos Hills
- Loyola
- Lucas Valley-Marinwood
- Montara
- Monte Rio
- Monte Sereno
- Moss Beach
- Mount Eden
- Mount Hermon
- Mountain View (comté de Contra Costa)
- Muir Beach
- Occidental
- Opal Cliffs
- Pacheco
- Pescadero
- Point Reyes Station
- Port Costa
- Portola Valley
- Rio del Mar
- Rio Vista
- Rodeo
- Rollingwood
- Roseland
- Ross
- Saint Helena
- San Geronimo
- San Gregorio
- San Martin
- Santa Venetia
- Sausalito
- Sebastopol
- Seven Trees
- Sonoma
- Soquel
- Stinson Beach
- Strawberry
- Sunol
- Sunol-Midtown
- Tara Hills
- Temelec
- Tiburon
- Tomales
- Twin Lakes
- Vine Hill
- Waldon
- West Menlo Park
- Woodacre
- Woodside
- Yountville